# Тюрина, Елена Николаевна
Елена Николаевна Тюрина (до 1995 — Батухтина; род. 12 апреля 1971, Свердловск) — советская и российская волейболистка, трёхкратный олимпийский призёр, чемпионка мира 1990, 5-кратная чемпионка Европы, 8-кратная чемпионка СССР и России, заслуженный мастер спорта СССР (1990), заслуженный мастер спорта России (1997), нападающая и либеро.

## Биография
Начала заниматься волейболом в 1980 году в свердловской СДЮСШОР «Уралочка» у Т.Макаровой, позже — у Н.Хлопьевой и Ю.Филимонова.
В 1987—1994, 1995—1996, 1999—2000, 2003—2005 годах игрок команды «Уралочка-НТМК» (Свердловская область). В её составе 8 раз становилась чемпионкой СССР и России и четырежды выигрывала Кубок европейских чемпионов.
В 1994—1997 и 2000—2003 играла за зарубежные клубы (в 1995—1996 параллельно с выступлением за «Уралочку»): 1994—1997 — НЕК (Япония) (чемпионка Японии 1997), 2000—2001 и 2002—2003 — «Младост» (Загреб, Хорватия), 2001—2002 — «Капо Суд» (Реджо-ди-Калабрия, Италия).
В составе женской молодёжной сборной СССР стала чемпионкой Европы 1990.
В сборных СССР, СНГ и России выступала в 1989—1997 и в 2000—2004 годах. В их составе четырежды участвовала в Олимпийских играх (трижды став призёром), трижды — в чемпионатах мира (золотая медалистка 1990 и дважды призёр), дважды в розыгрышах Кубка мира, 6 раз в чемпионатах Европы (5-кратная чемпионка), а также в других официальных турнирах. В 1989 и 1991 принимала участие в «Гала-матчах» ФИВБ, в которых сборной СССР противостояла сборная «Звёзды мира».

## Достижения

### С клубами
- чемпионка СССР 1991;
- 7-кратная чемпионка России — 1992—1994, 1996, 2000, 2004, 2005;
- двукратная обладательница Кубка СССР — 1986, 1987;
- 4-кратная победительница розыгрышей Кубка европейских чемпионов — 1989, 1990, 1994, 1995;
- чемпионка Японии 1997.

### Со сборными
- трёхкратный серебряный призёр Олимпийских игр — 1992, 2000, 2004;
  - участница Олимпиады-1996 (4-е место);
- чемпионка мира 1990;
  - двукратный бронзовый призёр чемпионатов мира — 1994, 2002;
- серебряный (1989) и бронзовый (1991) призёр розыгрышей Кубка мира,
- победитель (1997) и двукратный призёр (1993, 2001) Всемирного Кубка чемпионов;
- победитель Гран-при 1997;
  - серебряный (2000) и трёхкратный бронзовый (1993, 1996, 2001) призёр Гран-при;
- 5-кратная чемпионка Европы — 1989, 1991, 1993, 1997, 2001;
- бронзовый призёр чемпионата Европы 1995;
- двукратная чемпионка Игр Доброй воли — 1990, 1994.

### Индивидуальные
- MVP Гран-при-1997;
- Самый результивный игрок чемпионата мира 1994;
- Лучшая принимающая Кубка мира 1991.

## Награды и звания
- Заслуженный мастер спорта СССР
- Орден Дружбы (2001)
- Медаль ордена «За заслуги перед Отечеством» II степени (3 октября 2006) — за большой вклад в развитие физической культуры и спорта, высокие спортивные достижения[2]

## Источник
- Волейбол. Энциклопедия/Сост. В. Л. Свиридов, О. С. Чехов. — Томск: Компания «Янсон», 2001.